# Prague Society for International Cooperation
The Prague Society for International Cooperation je česká nevládní organizace, která usiluje o rozšíření spolupráce mezi středoevropskými zeměmi. Za své cíle si vytyčila prosazování globálního přístupu k podnikání, politice a akademické oblasti. Taktéž nabádá k „vyvinutí“ nové generace odpovědných, dobře informovaných vůdců a myslitelů. 

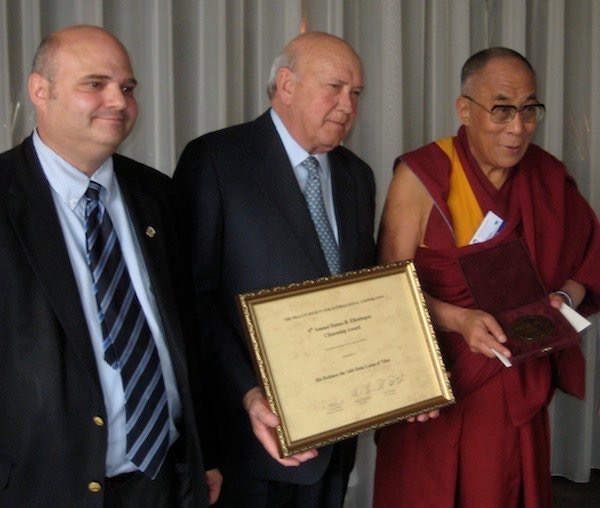
14. Dalajláma přijímá cenu Hanno R. Ellenbogenové od Frederika Willema de Klerka a prezidenta organizace Marca Ellenbogena.

Organizace spojuje lidi, aby sdíleli znalosti a zkušenosti a vyvíjeli novou generaci odpovědných, dobře informovaných lídrů a myslitelů ve střední Evropě. Cílem je podporovat globální přístup k podnikání, politice a akademické sféře prostřednictvím transparentního propojování a neoficiálního dialogu.
Organizace vznikla v roce 1997. Od roku 2000 The Prague Society a The Global Panel Foundation společně udělují ceny Hanno R. Ellenbogen za velkou veřejnou službu a přínos společnosti. Mezi příjemce patří například Madeleine Albright, Miloš Forman nebo 14. tibetský dalajláma.

## Aktivity
- 20. září 2020: Večeře na téma veřejné politiky na rezidenci Velvyslanectví Thajského království - diskuse se dotýkající zahraničních vztahů České republiky.
- 28. ledna 2010: Diskuze u kulatého stolu uspořádana na Rumunském velvyslanectví v Praze. Zvláštním hostem byl Juraj Chmiel, který nahradí Štefana Füleho jako ministra pro evropské záležitosti České republiky.[2]
- 14. února 2009: Diskuze a večeře u kulatého stolu na téma veřejné politiky s generálem Wesleyem Clarkem, bývalým vrchním spojeneckým velitelem v Evropě. Generál Clark se zasazoval o členství středoevropských zemí v NATO, jako jsou Maďarsko, Polsko a Česká republika, po pádu železné opony. Během diskuse u kulatého stolu byla probírána témata jako energetická bezpečnost, protiraketová obrana na Středním východě a další mezinárodní otázky.[3]